# Keteleeria
Keteleeria (Кетелерія, кит.: 油杉属 (you shan shu)) — рід хвойних рослин родини соснових. Типовий вид: Keteleeria fortunei (Andr. Murray) Carrière. Назва роду шанує пам'ять фр. J.B. Keteleer (1813-1903), французького лісівника-розплідника.

## Види
- Keteleeria davidiana
- Keteleeria evelyniana
- Keteleeria fortunei

## Поширення, екологія
Китай: пд. Ганьсу, пд. Шеньсі, сх. Сичуань, Юньнань, пд.-зх. Хубей, Гуйчжоу, Гуансі, Хунань, Гуандун (з островом Хайнань), пд.-зх. Цзянси, Фуцзянь і Чжецзян, а також Тайвань і Гонконг. Ізольовані популяції також є в горах пн. Лаосу і пд. В'єтнаму.

## Морфологія
Вічнозелені дерева, що досягають 35 м у висоту з широкою кроною і довгим нерівним гіллям. Кора поздовжньо розтріскана. Листки плоскі, голчасті, довжиною 1,5–7 см і 2–4 мм шириною. Насіннєві шишки поодинокі, прямостоячі, конічно-циліндричні, завдовжки 6–22 см, дозрівають за 6–8 місяців після запилення. Насіння трикутно-довгасте, покрите крилом такої ж довжини. 2n = 24.